# Irena Monomach
Irena Monomach (ur. ok. 1007, zm. po 2 września 1031) – krewna cesarza Konstantyna IX Monomacha.
Według "Żywota św. Elżbiety" była żoną księcia węgierskiego Świętego Emeryka. Według węgierskich źródeł narracyjnych Emeryk zmarł w stanie bezżennym. Na podstawie innych źródeł część autorów przyjmuje, że Emeryk był jednak żonaty. Co do osoby jego żony, istnieją rozbieżności w literaturze naukowej. Według części historyków żoną Emeryka była córka króla Chorwacji Krzesimira III Patricissa.